# مقطورة سفر

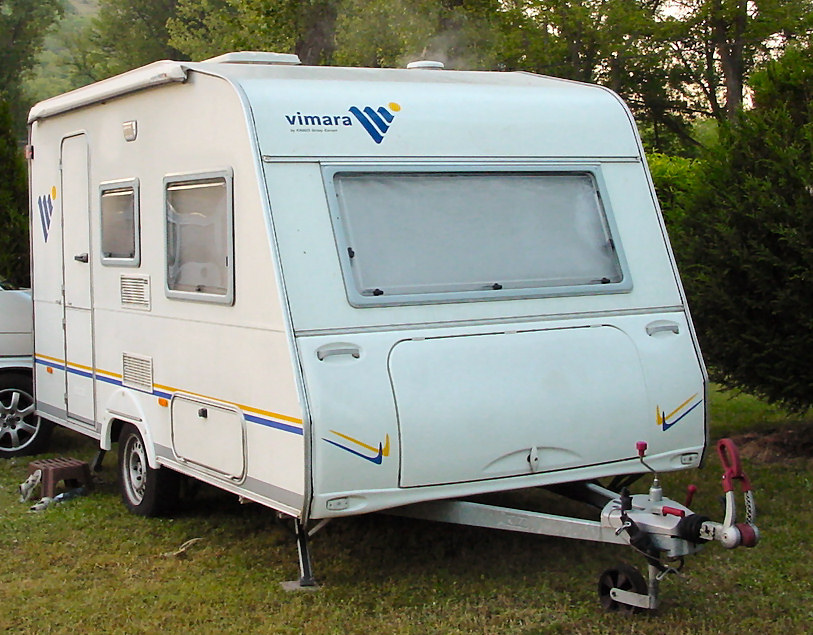
مقطورة سفر

القطيرة أو البيت المتنقل أو مقطورة السفر أو القافلة يتم جرها خلف مركبة وتوفر مكان للنوم، وتوفر الوسائل للناس ليكون لهم منزلهم الخاص سواء في رحلة أو إجازة دون الاعتماد على موتيل أو فندق وتمكنهم من البقاء في الأماكن التي لا يتوفر فيها أي منهما. بعض النماذج تحتوي على عدة غرف مع جميع الأثاث والمفروشات والمعدات المنزلية.